# Surenen Pass
Surenen Pass är ett bergspass i Schweiz.   Det ligger i kantonen Uri, i den centrala delen av landet, 80 km öster om huvudstaden Bern. Surenen Pass ligger 2 165 meter över havet.
Terrängen runt Surenen Pass är mycket bergig. Närmaste större samhälle är Erstfeld, 8,2 km öster om Surenen Pass. 
Trakten runt Surenen Pass består i huvudsak av gräsmarker. Runt Surenen Pass är det mycket glesbefolkat, med 4 invånare per kvadratkilometer.